# Medford, Massachusetts
Medford är en stad i Middlesex County i Massachusetts i USA, som ligger längs med Mystic River, fem miles nordväst om centrala Boston. Enligt folkräkningen år 2000 hade staden en befolkning på 55 765 personer.

## Befolkningsutveckling
Medfords folkmängd ökade från 230 personer år 1700 till 1 114 år 1800. Efter 1880 började befolkningen att öka radikalt, och uppgick till 18 244 vid nästa sekelskifte.

## Kända personer från orten
- Lou Antonelli, science fiction-författare
- Shawn Bates, ishockeyspelare, New York Islanders
- Jessica Biel, skådespelare (som studerade vid Tufts University)
- Michael Bloomberg, nuvarande borgmästare i New York
- Dale Bozzio, sångar i Missing Persons
- David Brickman, TV-personlighet och talskrivare åt guvernör John Volpe.
- Terri Lyne Carrington, jazz-trummis
- Lydia Maria Child, aktivist mot slaveriet
- Thayer David, skådespelare under 1950-, 1960- och 1970-talet
- Amelia Earhart
- Fannie Farmer
- Frank Fontaine, sångare och komiker
- Paul Geary f.d. trummis i hårdrockbandet Extreme